# Mrač (zámek)
Mrač je zřícenina barokního zámku v sousedství dochované tvrze ve stejnojmenné vesnici asi 5 km severně od Benešova. Dochovaly se z něj zbytky zdí přízemí.

## Historie
Zámek byl postaven v sousedství starší tvrze, která se po třicetileté válce nehodila k obývání. V roce 1709 jej dal postavit Norbert František Václav Bruntálský z Vrbna (1682-1729), třetí syn Jana Františka Bruntálského z Vrbna († 1705) a dědic mračského panství, pro sebe, svou manželku Marii Aloisii Kinskou z Vchynic a Tetova (1707-1786) a jejich děti. Zanikl možná již v roce 1744. Architektem zámku hypoteticky mohl být Kilián Ignác Dientzenhofer, ale jeho autorství není doloženo písemnými prameny.

## Stavební podoba
Mračský zámek měl obdélný půdorys se dvěma rizality na průčelí do nádvoří. V přízemí se nacházelo 14–15 místností, které sloužily hospodářským účelům (úřední místnost, pokoje hejtmana a písaře, dvě kuchyně a komory). Obytné prostory panstva se nacházely v prvním patře. Podle Augusta Sedláčka zámek nikdy nebyl dostavěn.

## Přístup
Zřícenina zámku se nachází asi 50 m nad tvrzí a je volně přístupná.